# Divizia B 1958–1959
Divizia B 1958–1959 a fost al 19-lea sezon al celui de-al doilea nivel al sistemului de ligi ale fotbalului românesc.

## Formatul
S-a menținut formatul cu două serii, ambele având 14 echipe. La finalul sezonului doar câștigătorul primei serii a promovat în Divizia A, deoarece câștigătorul seriei a doua nu era eligibil pentru promovare și nicio echipă nu a retrogradat în Campionatul Regional, deoarece formatul va fi extins din nou începând cu sezonul următor.

## Schimbări de echipe
| În Divizia B Promovate din Divizia C CFR Iași Titanii București Știința Craiova Gloria Bistrița Retrogradate din Divizia A Energia Recolta Târgu Mureș Progresul Oradea | Din Divizia B Retrogradate în Divizia C Partizanul Reghin Progresul CPCS București CFR Cluj CSU București Promovate în Divizia A Știința Cluj Farul Constanța |

### Echipe redenumite
CFR Iași a fost redenumit Unirea Iași.
Dinamo Bârlad a fost redenumit Rulmentul Bârlad.
Dinamo Obor București a fost redenumit Pompierul București.
Energia Recolta Târgu Mureș a fost redenumită CS Târgu Mureș.
Metalul Reșița a fost redenumit CSM Reșița.
Minerul Baia Mare a fost redenumit Minaur-actuala echipă F.C. Baia Mare.
Progresul Oradea a fost redenumit CS Oradea.
Progresul Sibiu a fost redenumit CSA Sibiu.
Progresul Suceava a fost redenumit Victoria Suceava.
Rapid II București a fost redenumit TAROM București.
Știința Iași a fost redenumită CSMS Iași.
Titanii București a fost redenumit Metalul Titanii București.

### Alte echipe
Dinamo Cluj a fost dizolvată, toți jucătorii au fost mutați la Dinamo Bacău, club care și-a luat locul și în prima ligă.
Dinamo Galați a ocupat locul vacant lăsat în secunda de Dinamo Bacău.

## Clasamentele ligii

### Seria I
| Loc | Echipa                  | MJ | V  | E | Î  | GM | GP | DG  | Pct | Promovare              |
| --- | ----------------------- | -- | -- | - | -- | -- | -- | --- | --- | ---------------------- |
| 1   | Minerul Lupeni (C, P)   | 26 | 14 | 5 | 7  | 38 | 23 | +15 | 33  | Promovare în Divizia A |
| 2   | CFR Timișoara           | 26 | 13 | 5 | 8  | 40 | 24 | +16 | 31  |                        |
| 3   | CSA Sibiu               | 26 | 13 | 4 | 9  | 48 | 37 | +11 | 30  |                        |
| 4   | Corvinul Hunedoara      | 26 | 12 | 5 | 9  | 40 | 32 | +8  | 29  |                        |
| 5   | CSM Reșița              | 26 | 13 | 3 | 10 | 39 | 33 | +6  | 29  |                        |
| 6   | CFR Arad                | 26 | 11 | 7 | 8  | 37 | 34 | +3  | 29  |                        |
| 7   | CS Târgu Mureș          | 26 | 13 | 2 | 11 | 30 | 30 | 0   | 28  |                        |
| 8   | Tractorul Orașul Stalin | 26 | 10 | 6 | 10 | 40 | 37 | +3  | 26  |                        |
| 9   | F.C. Baia Mare          | 26 | 10 | 6 | 10 | 43 | 45 | −2  | 26  |                        |
| 10  | Gaz Metan Mediaș        | 26 | 11 | 4 | 11 | 35 | 37 | −2  | 26  |                        |
| 11  | IS Câmpia Turzii        | 26 | 10 | 4 | 12 | 37 | 35 | +2  | 24  |                        |
| 12  | AMEF Arad               | 26 | 8  | 7 | 11 | 23 | 33 | −10 | 23  |                        |
| 13  | Știința Craiova         | 26 | 7  | 6 | 13 | 30 | 51 | −21 | 20  |                        |
| 14  | CS Oradea               | 26 | 4  | 2 | 20 | 22 | 51 | −29 | 10  |                        |

### Seria II
| Loc | Echipa                    | MJ | V  | E | Î  | GM | GP | DG  | Pct | Calificare                   |
| --- | ------------------------- | -- | -- | - | -- | -- | -- | --- | --- | ---------------------------- |
| 1   | TAROM București (C)       | 26 | 18 | 3 | 5  | 79 | 34 | +45 | 39  | Neeligibile pentru promovare |
| 2   | Metalul Titanii București | 26 | 14 | 7 | 5  | 49 | 29 | +20 | 35  |                              |
| 3   | Flacăra Moreni            | 26 | 13 | 6 | 7  | 60 | 35 | +25 | 32  |                              |
| 4   | Poiana Câmpina            | 26 | 12 | 7 | 7  | 49 | 35 | +14 | 31  |                              |
| 5   | Unirea Iași               | 26 | 15 | 1 | 10 | 45 | 36 | +9  | 31  |                              |
| 6   | Pompierul București       | 26 | 10 | 6 | 10 | 45 | 34 | +11 | 26  |                              |
| 7   | Dinamo Galați             | 26 | 11 | 4 | 11 | 39 | 37 | +2  | 26  |                              |
| 8   | CSMS Iași                 | 26 | 10 | 6 | 10 | 34 | 39 | −5  | 26  |                              |
| 9   | Foresta Fălticeni         | 26 | 7  | 8 | 11 | 19 | 32 | −13 | 22  |                              |
| 10  | Rulmentul Bârlad          | 26 | 9  | 4 | 13 | 36 | 66 | −30 | 22  |                              |
| 11  | Prahova Ploiești          | 26 | 5  | 9 | 12 | 36 | 58 | −22 | 19  |                              |
| 12  | Victoria Suceava          | 26 | 7  | 5 | 14 | 30 | 52 | −22 | 19  |                              |
| 13  | Unirea Focșani            | 26 | 6  | 6 | 14 | 39 | 56 | −17 | 18  |                              |
| 14  | Gloria Bistrița           | 26 | 8  | 2 | 16 | 34 | 51 | −17 | 18  |                              |

* TAROM nu a promovat fiind echipa secundă a Rapidului și apoi s-a desființat.